# Jimmy Gets High
"Jimmy Gets High" là đĩa đơn thứ hai từ album phòng thu thứ hai của nam ca sĩ từng được đề cử giải Grammy người Canada Daniel Powter, Daniel Powter. Trong bài hát, Powter hát ở tông rất cao. Album đã bán được trên 500.000 bản, nhưng "Jimmy Gets High" không đạt được thành công như vậy, nó không lọt được vào các bảng xếp hạng ở Hoa Kỳ. Tuy nhiên ca khúc vẫn được xếp hạng ở Canada.

## Xếp hạng
| Bảng xếp hạng (2005)  | Vị trí cao nhất |
| --------------------- | --------------- |
| Belgian Singles Chart | 46              |
| Dutch Top 40          | 33              |
| Italian Singles Chart | 19              |
| Swedish Singles Chart | 58              |
| Swiss Singles Chart   | 41              |